# Kathleen Lonsdale
Kathleen Lonsdale, nacida como Kathleen Yardley (28 de enero de 1903 - 1 de abril de 1971), fue una cristalógrafa británica de origen irlandés que estableció la estructura del benceno por métodos de difracción de rayos X en 1929, y el hexaclorobenceno por métodos espectrales de Fourier en 1931.
Además, durante su carrera alcanzó una serie de primicias como mujer científica al ser la primera mujer elegida miembro de la Royal Society, la primera mujer profesor titular de la Universidad College de Londres, la primera mujer presidenta de la Unión Internacional de Cristalografía, y la primera mujer presidente de la Asociación Británica para el Avance de la Ciencia.

## Biografía
Kathleen Lonsdale nació en Newbridge, en el Condado de Kildare (Irlanda), siendo el décimo hijo de Harry Yardley, el administrador de correos de la ciudad, y Cameron Jessie. Su familia se mudó a Inglaterra cuando tenía cinco años de edad. Primero estudió en el colegio Woodford County solo para alumnas; como Kathleen se interesó por las matemáticas y las ciencias, tuvo que marcharse a Ilford County High School, un colegio masculino.
Obtuvo su licenciatura del Bedford College for Women en 1922, y se graduó en física con una maestría del University College de Londres en 1924. Luego se unió al equipo de investigación de cristalografía encabezado por William Henry Bragg en la Royal Institution. En 1927 se casó con Thomas Jackson Lonsdale con quien tuvo tres hijos - Jane, Nancy y Stephen - el último de los cuales se convirtió en médico y trabajó durante varios años en Malaui.
Aunque fue educada como bautista, tanto ella como su marido adoptaron en 1935 el credo cuáquero, al ser ambos pacifistas comprometidos. Estuvo un mes en las prisión de Holloway durante la Segunda Guerra Mundial por negarse a registrarse en las tareas de defensa civil, o pagar una multa por negarse a registrarse. En la reunión anual de los cuáqueros británicos en 1953, dictó la conferencia magistral bajo el título Removing the causes of war.
Tras un periodo que dedicó a la crianza de sus hijos, Kathleen Lonsdale volvió al trabajo a finales de la década de los 30 en la Universidad de Leeds; también volvió a trabajar con Bragg en la Royal Institution en 1934. Además de descubrir la estructura del benceno y hexaclorobenceno, Lonsdale también trabajó en la síntesis de los diamantes. Hizo un uso pionero de los rayos X para estudiar los cristales. Lonsdale se convirtió en 1945 en una de los dos primeros miembros femeninos en la Royal Society, la otra era la bioquímica Marjory Stephenson).
En 1949, Lonsdale fue profesora titular de química y jefa del departamento de cristalografía del University College de Londres. Fue la primera docente de la universidad y ocupó el cargo hasta 1968, que fue nombrada profesora emérita.

## Fallecimiento
Murió el 1 de abril de 1971 de un cáncer anaplásico de origen desconocido.

## Obras (selección)
- "The Structure of the Benzene Ring in Hexamethylbenzene," Proceedings of the Royal Society 123A: 494 (1929).
- "An X-Ray Analysis of the Structure of Hexachlorobenzene, Using the Fourier Method," Proceedings of the Royal Society 133A: 536 (1931).
- Simplified Structure Factor and Electron Density Formulae for the 230 Space Groups of Mathematical Crystallography, G. Bell & Sons, London, 1936.
- "Diamonds, Natural and Artificial," Nature 153: 669 (1944).
- "Divergent Beam X-ray Photography of Crystals," Philosophical Transactions of the Royal Society 240A: 219 (1947).
- Crystals and X-Rays, G. Bell & Sons, London, 1948.
- Removing the Causes of War, 1953.